# Alejo Alexandrovich de Rusia
Alekséi (Alejo) Aleksándrovich Románov (San Petersburgo, 14 de enero de 1850-París, 14 de noviembre de 1908) fue el sexto hijo y el cuarto varón del zar Alejandro II de Rusia y de la zarina María Aleksándrovna (María de Hesse-Darmstadt). Destinado a la carrera naval, Alekséi Aleksándrovich comenzó su entrenamiento militar a la edad de siete años de edad. A los veinte fue nombrado teniente de la Armada Imperial Rusa y había visitado todos los puertos militares del Imperio. En 1871 fue enviado como embajador de buena voluntad a los Estados Unidos y a Japón. En 1883 fue nombrado almirante general. Tuvo una importante contribución en la equipación de la armada rusa con nuevos buques y en la modernización de los puertos navales. En 1905, después de la derrota en la batalla de Tsushima fue relevado de su mando. Tuvo la consideración de gran duque de Rusia.

## Infancia
Al gran duque Alekséi Aleksándrovich se lo destinó a la carrera naval desde su infancia. A los ocho años se designó como su tutor a Konstantín Nikoláievich Possiet. Mientras que los inviernos se dedicaba a los estudios teóricos, durante los veranos entrenaba en los barcos de guerra rusos de la flota del Báltico que estaban estacionados en el puerto de San Petersburgo. El entrenamiento le dio la posibilidad de acostumbrarse a los distintos buques de vela:
- En 1860 el yate Shtandart, en un crucero desde Peterhof a Livadia.
- De 1861 a 1863 el yate Zabava bajo el mando del contra-almirante Possiet por el golfo de Finlandia y el golfo de Botnia.
- En 1864 la fragata Svetlana por el golfo de Finlandia y el mar Báltico.
- En 1866 la fragata Oslyabya durante un largo crucero hasta las islas Azores.

El 18 de septiembre de 1866 el gran duque Alekséi fue ascendido a teniente. Continuó su carrera al servicio de la marina como oficial a bordo de la fragata Aleksandr Nevski en un crucero por el mar Mediterráneo hasta El Pireo, donde asistió a la boda de su prima Olga Konstantínovna con el rey Jorge I de Grecia.
En 1868 marchó en un viaje al sur de Rusia, en el que fueron en tren desde San Petersburgo a Nikolaevsk, continuando en barco por el río Volga hasta Astracán. A continuación, abordó un buque militar, realizó un crucero por el mar Caspio, a Bakú, Petrovsk (ahora Majachkalá) y luego a Irán. A continuación, cruzó el Cáucaso y llegó a Poti, donde se encontraba el Aleksandr Nevski. Desde allí navegó por Constantinopla, Atenas y las islas Azores. En el viaje de vuelta, la fragata sufrió un naufragio frente a las costas de Jutlandia durante una tormenta en el mar del Norte. A pesar de que el buque se hundió, incluyendo la mayor parte de la tripulación, Alekséi Aleksándrovich resultó ileso y pudo llegar a la orilla.
En enero de 1870 Alekséi Aleksándrovich alcanzó la mayoría de edad según la legislación rusa. El evento se caracterizaba por la toma de dos juramentos: el militar y el de fidelidad de los grandes duques de la Casa Imperial Rusa. En junio inició la última parte de su formación. Esto incluía la navegación en un vapor, por la ruta de San Petersburgo a Arcángel a través del canal Mariinsk y el río Dvina Septentrional. Después de visitar las escuelas y las instalaciones industriales de la ciudad, comenzó su formación en la navegación en condiciones árticas, a bordo de la corbeta Variag. El crucero lo llevó a las islas Solovetsky, continuando a través del mar Blanco y del mar de Barents a Nueva Zembla. La ruta seguía por la península de Kola y la ciudad de Múrmansk hasta los puertos del norte de Noruega e Islandia. Regresó a Kronstadt a fines de septiembre.

## Relación con Aleksandra Zhukóvskaya
Entre 1869 y 1870, Alekséi comenzó un romance con Aleksandra Zhukóvskaya, hija del poeta Vasili Zhukovski, que era ocho años mayor que él. Fueron los padres de un hijo, Alekséi, nacido el 26 de noviembre de 1871. El zar Alejandro II se opuso enérgicamente a esta relación.
Algunos historiadores afirman que se casaron morganáticamente y que el matrimonio fue anulado por la Iglesia Ortodoxa Rusa, ya que, según las "Leyes Fundamentales de la Casa Imperial", este matrimonio era ilegal. Sin embargo, los artículos 183 y 188, que prohibían los matrimonios sin el consentimiento del emperador fueron incluidos en las leyes fundamentales solo por la revisión prevista en 1887 por el zar Alejandro III. Las normas válidas en 1870 no prohibía los matrimonios morganáticos, sino simplemente se excluía a sus hijos de la sucesión al trono. No hay pruebas, ya sea del matrimonio o del divorcio. Tampoco hay pruebas de que el gran duque pidiese permiso para casarse. Como Aleksandra Zhukóvskaya, no solo no era una aristócrata, sino hija de un hijo ilegítimo de un terrateniente ruso y de una esclava turca, el matrimonio habría sido impensable.
Molesto por el asunto de su hijo, Alejandro II incluso se negó a conceder a Aleksandra Zhukóvskaya un título, lo que habría reconocido oficialmente la paternidad del gran duque del hijo ilegítimo de la joven. Otros tribunales europeos también se negaron a concederle un título. Como una solución de último recurso, el 25 de marzo de 1875, Aleksandra obtuvo el título de baronesa Seggiano de la República de San Marino, con el derecho de transmitir el título a su hijo primogénito Alekséi y a sus descendientes varones. Fue solo en 1883, que el hermano mayor de Alekséi, Alejandro III, concedió al barón Seggiano el título de conde Beliovski, aprobando en 1893 su escudo de armas.

## Tour por Estados Unidos

### Viaje a Estados Unidos

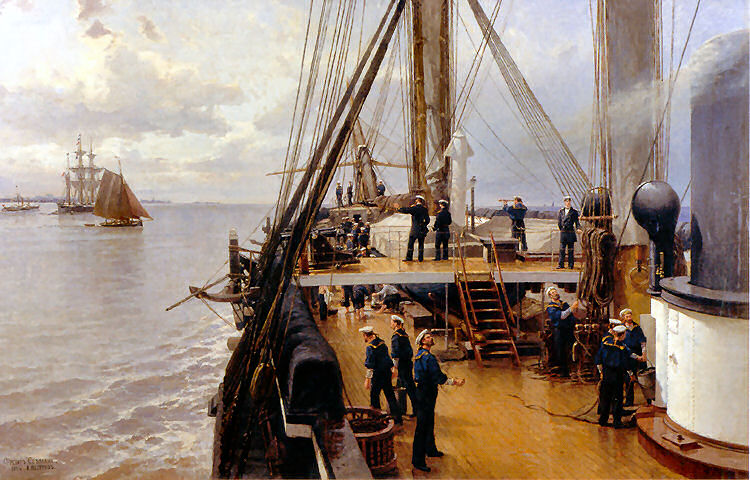
A bordo de la fragata Svetlana.

Tras la visita oficial a San Petersburgo de una embajada americana al mando del almirante David Farragut en 1867, el Gobierno ruso decidió enviar una delegación de la Marina. Tras largas negociaciones, se decidió que la delegación rusa estaría encabezada por el gran duque Alekséi Aleksándrovich. El anuncio oficial de la visita fue hecho el 29 de junio de 1871 por Nikolái Kárlovich Krabbe, ministro de la Armada Imperial Rusa.
La escuadra rusa, al mando del almirante Konstantín Nikoláievich Possiet a bordo de la fragata Bogalye, incluía a las fragatas Svetlana y Almirante General, la corbeta Ignátiev y la cañonera Abrek. El gran duque desempeñaba el cargo de teniente a bordo del Svetlana. Antes de llegar a los Estados Unidos, la escuadra rusa se reunió con la fragata Vsádnik de la flota del Pacífico. Aunque todos los buques estaban equipados con motores de vapor, la escuadra hizo la travesía principalmente con velas, a fin de evitar hacer escala en algún puerto de la ruta de suministros de carbón. La tripulación incluía 200 oficiales y más de 3000 marineros. La escuadra zarpó de Kronstadt el 20 de agosto de 1871.
Primero, la escuadra se detuvo en Copenhague, donde el gran duque hizo una visita al rey Cristián IX de Dinamarca. En el canal de la Mancha los rusos fueron recibidos por un escuadrón de la Marina Real, que los acompañaron a Plymouth, donde el gran duque fue recibido por el duque de Edimburgo, Alfredo de Sajonia-Coburgo-Gotha. Se canceló una visita al castillo de Balmoral debido a que el Príncipe de Gales enfermó y la reina Victoria estaba muy preocupada. La escuadra rusa zarpó de Plymouth el 26 de septiembre, y en la ruta a Nueva York, se detuvo por unos días en Funchal (Madeira), de la que partieron el 9 de octubre.
A la escuadra rusa se unió un escuadrón americano bajo el mando del vicealmirante Stephen Clegg Rowan, al mando de la fragata Congreso. El almirante Samuel Lee Phillips, comandante del Escuadrón del Atlántico Norte acudió en su propio buque insignia, el Severn. Los demás buques de la escuadra eran el Iroqueses y la Kansas, atendidas por varios remolcadores. 
Se formó un comité de bienvenida en Nueva York, presidido por William Henry Aspinwall. Entre los miembros de la comisión estaban Moises H. Grinnell, el general Irwin McDowell, Theodore Roosevelt, el almirante SW Godon, John Taylor Johnston, Albert Bierstadt, Lloyd Aspinwall y otros. Tras un pequeño retraso debido a las condiciones climáticas, la escuadra rusa ancló en el puerto de Nueva York el 21 de noviembre de 1871, siendo recibido el gran duque por el general John Adams Dix. Tuvo lugar un desfile militar en la ciudad, asistiendo después a un servicio de gracias en la capilla rusa.

### Recepción del presidente Grant
El 22 de noviembre, el gran duque se trasladó a Washington en un tren especial, puesto a su disposición por la Compañía de Ferrocarriles y Transportes de Nueva Jersey. El tren tenía tres vagones: el "Comisariado" con todas las comodidades de un hotel, con almacén y despensa; el "Ruby", coche-comedor con una capacidad de 28 personas, con cocina, bidones de hielo, y bodega; y "El Kearsarge" utilizado como vagón de reposo y sala de lectura.
El 23 de noviembre, el gran duque fue recibido por el presidente Ulysses S. Grant. La esposa del presidente, Julia Grant y su hija Nellie Grant también asistieron. La mayoría de los miembros del gabinete estuvieron presentes en la recepción: Hamilton Fish, secretario de Estado de Estados Unidos; Columbus Delano, secretario del Interior de Estados Unidos, con su esposa; Amos Tappan Akerman fiscal general de los Estados Unidos, con su esposa; George S. Boutwell, secretario del Tesoro de Estados Unidos; George Maxwell Robeson, secretario de Marina de Guerra de Estados Unidos; el general Frederick Tracy Dent (cuñado del presidente y secretario militar); John Creswell, director general de Correos de los Estados Unidos; así como los generales Horace Porter y Orville E. Babcock.
El gran duque llegó a la 1 de la tarde en compañía del embajador Konstantín Katakazi, el almirante Konstantín Possiet y otros miembros de su cortejo. El presidente y los miembros del gabinete los recibieron en la Sala Azul de la Casa Blanca, donde se hicieron las presentaciones. El presidente acompañó después al gran da la Sala Roja, donde fue presentado a las damas. La entrevista duró solo quince minutos, después el gran duque se marchó.
La visita a Washington se vio ensombrecida por el descontento del presidente Grant, causado porque el gobierno ruso se negaba a retirar a Konstantín Katakazi, embajador de Rusia en los Estados Unidos. Por ello la visita a Washington duró solo un día. No se concedió al gran duque formas de entretenimiento, como se había hecho en todas las demás visitas de miembros de familias reales a la Casa Blanca. Esas cenas tuvieron lugar cuando el presidente John Tyler recibió a Francisco de Orleans, príncipe de Joinville, o cuando Abraham Lincoln recibió al príncipe Napoléon José Carlos Pablo Bonaparte e incluso cuando Grant recibió a Kamehameha V, rey de las islas Sándwich (hoy día Hawai'i). La noche de la visita a la Casa Blanca, el gran duque y su cortejo cenaron en la residencia del embajador Katakazi, siendo el general Porter el único funcionario americano que asistió. Aunque el gran duque expresó su interés en acudir a una de las sesiones del Congreso, las difíciles relaciones diplomáticas impidieron que esto sucediera. También acabaron las expectativas de que se firmase un tratado de alianza militar entre los Estados Unidos y Rusia.
Al día siguiente, el gran duque se marchó en tren a Annapolis, donde visitó la Academia Naval, después de regresar a Nueva York.

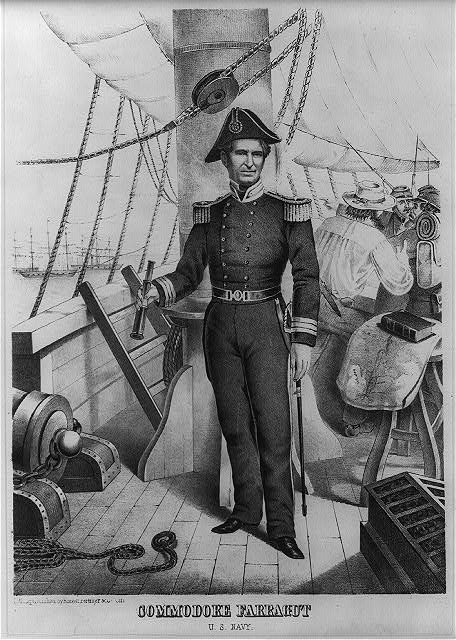
Farragut sobre la Hartfort en la batalla de Mobile Bay, pintura de William Page, regalado al gran duque Alekséi como presente para el zar Alejandro II.

### La costa este
En Nueva York, el gran duque visitó la Base Marítima de Brooklyn, Fort Wadsworth y las fortificaciones de la isla Governors. También examinó el Departamento de Bomberos en Tompkins Square. Fue bastante destacable el viaje en vapor por el río Hudson para visitar la Academia Militar de West Point.
También asistió Alekséi a las óperas Mignon y Fausto, en la Academia de Música. También fue a comprar al AT Stewart y a Tiffany, tiendas donde compró joyas y algunas estatuas de bronce.
El 2 de diciembre de 1871, en una ceremonia que tuvo lugar en la Academia Nacional de Diseño, el gran duque fue recibido por Samuel F. B. Morse, William Stoddard, William Page, Albert Bierstadt y varios otros artistas. La pintura Farragut sobre la Hartfort en la batalla de Mobile Bay de William Page fue entregado al gran duque Alekséi como un regalo de los ciudadanos de Nueva York para el zar Alejandro II. El General John Adams Dix presentó el retrato acompañado de un pergamino, con una breve alocución en la que se expresaba la esperanza de una mayor unión entre Estados Unidos y Rusia. La pintura fue puesta a bordo del buque insignia ruso para llevarlo a Rusia.
El 3 de diciembre de 1871, el gran duque Alekséi partió a Filadelfia, donde fue recibido por el general George Meade y el Almirante Turner. Visitó el Girard College, una fábrica de locomotoras y una naviera. Se interesó particularmente por la Feria Metodista en el Salón de la Horticultura, donde las damas le regalaron un lebrel afgano.
Entre el 7 y el 14 de diciembre, el gran duque Alekséi se detuvo en Boston, Massachusetts, donde residió en la Casa de Paul Revere. El landó con el que el presidente Lincoln viajó por Boston cuando visitó la ciudad, fue preparado para el gran duque. Fue oficialmente recibido en el Ayuntamiento y en la Cámara Estatal. Durante su estancia, el gran duque visitó la Universidad de Harvard y el suburbio de Cambridge (Massachusetts), así como diferentes escuelas públicas en el área de Boston, y se informó ampliamente sobre el sistema educativo americano. Otros lugares por los que se interesó fueron el campo de batalla de Bunker Hill y la visita a los astilleros de Charlestown (Massachusetts).
El gran duque también asistió a un Festival de Música, donde 1200 niños componían el coro. En el festival, fue presentada una gran marcha de bienvenida, especialmente compuesta por Julius Eichberg y dedicado a "Su Alteza Imperial".
En el Teatro de Boston se celebró un baile en honor del gran duque. Los costos del baile fueron de 14.678,58 dólares (equivalente a 750.000 de hoy), solo 8.916,29 se cubrieron por la venta de las invitaciones y otros ingresos.

### Desvío a Canadá
El 17 de diciembre, el gran duque se dirige en tren a Canadá. En primer lugar, se detuvo en Montreal, donde desayunó con el alcalde de la ciudad, y luego visitó Lachine, Quebec. A continuación, pasa por Ottawa y Toronto, para llegar a Clifton Hill, en la vertiente canadiense de las cataratas del Niágara el 22 de diciembre de 1871. En el camino, el tren se detuvo en Hamilton (Ontario), donde recibió un telegrama de la reina Victoria, en el que se le notificaba que el príncipe de Gales se había recuperado de su enfermedad. Después de haber vestido con un traje de piel con aceite, como los pescadores en el mar, el grupo pasó bajo las cataratas. Luego, el gran duque cruzó el río Niágara en el nuevo puente colgante y visitó la parte de las cataratas de los Estados Unidos.

### Visita al Medio Oeste

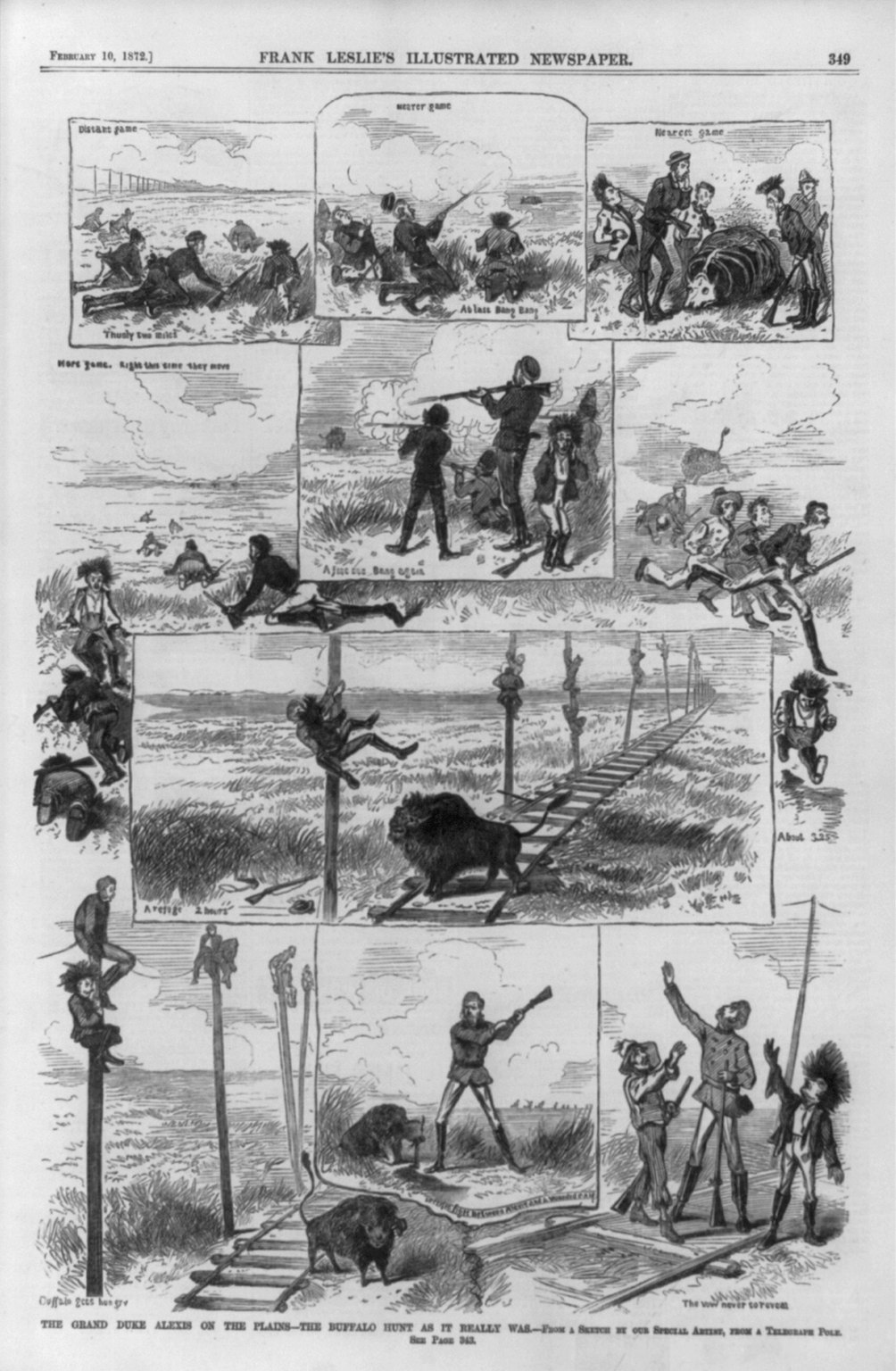
Caricatura de la caza de bisontes del gran duque.

El 23 de diciembre, el gran duque Alekséi fue en tren a Buffalo (Nueva York), donde pasó la Navidad. El día de Navidad, fue a ver la ópera de la Compañía Británica de ópera Parepa-Rosa. Después de la representación envió a la soprano Euphrosyne Parepa-Rosa un brazalete de diamantes y turquesas. El 26 de diciembre, el gran duque llegó en Cleveland, donde visitó las fábricas de hierro y otras fábricas en Newburgh Heights, Ohio. A continuación, visitó en Cleveland el Departamento de Bomberos y la Exposición Nacional de Inventores. Después se detuvo en Detroit en su camino hacia Chicago, donde llegó el 30 de diciembre, y que se estaba recuperando del gran incendio. Joseph Medwill, alcalde de Chicago, había escrito al Gran Duque:
"Tenemos poco para exhibir, salvo las ruinas y escombros de una gran y hermosa ciudad y un pueblo que lucha con adversidad para aliviar su abrumadora desgracia".
El gran duque visitó la parte destruida de la ciudad y quedó impresionado por el ritmo de la reconstrucción. Dio 5.000 dólares (equivalente a 250.000 dólares de hoy) en oro a la gente sin hogar de Chicago. Como una ironía, el mismo día en que el gran duque Alekséi llegó a Chicago, fueron acusados trece miembros del consejo de la ciudad por cargos de soborno. El gran duque Alekséi también visitó unos almacenes y una planta de procesamiento de carne de cerdo.
Como el Tremont House Hotel se había quemado en el incendio, el gran duque se alojó en el New Tremont House, abierto en la Avenida Michigan, donde fue galardonado con el premio "Libertad de la Ciudad". El día de Año Nuevo, el general Philip Sheridan le inició en la costumbre americana de hacer "el llamamiento de Año Nuevo a las damas". Entre el 2 y el 4 de enero el gran duque Alekséi visitó Milwaukee (Wisconsin), y el 5 de enero llegó a San Luis (Misuri), donde permaneció por más de una semana.
En San Luis, el gran duque Alekséi asistió al espectáculo burlesco Buebeard en la que la actriz Lydia Thompson, de 36 años, cantaba la canción "Si alguna vez dejo de amar". El gran duque quedó fascinado por la actriz y la canción, y supuestamente, cantó de nuevo el número para el duque, esta vez en privado. Lydia Thompson no fue la única mujer que llamó la atención del gran duque, pues en San Luis, Alekséi se enamoró de una de sus compañeras de danza, una joven llamada Sallie Shannon.
Por último el 12 de enero llegó a Omaha (Nebraska).

### Campaña de cacería
Los preparativos para la caza eran amplias y habían sido llevados a cabo por el general Joel Palmer. Para el evento fueron trasladados en tren caballos, pastores, guías y cocineros.
El gran duque, en compañía de los generales Philip Sheridan y George Armstrong Custer, llegó a Fort McPherson el 13 de enero de 1872, en un tren especial proporcionado por la Compañía del Ferrocarril de Pensilvania. Fueron recibidos por una entusiasta multitud, encabezada por William Frederick Cody (más conocido como Buffalo Bill). Después de los discursos, el grupo marchó al lugar fijado para la caza.
El gran duque y el general Sheridan montaron en un carro abierto, tirado por cuatro caballos. William Frederick Cody acompañó al grupo con cinco ambulancias, un vagón para el equipaje, tres vagones de "champán y licores" y de quince a veinte sillas de caballo. Un relevo de caballos se estableció en el río Medicina, a mitad de camino del campamento, donde la partida se detuvo para almorzar. La marcha continuó al llamado "Campamento Alekséi" en el cauce del río Red Willow. El viaje abarcaba cerca de 50 millas y duró aproximadamente ocho horas.
El campamento constaba de dos carpas de hospital (utilizado como comedor), diez tiendas de campaña fueron levantadas para los funcionarios y los soldados. Otras tres tiendas de campaña fueron para el gran duque, que se cubrieron con alfombras orientales. Además unas estufas y cocinas proveían a las tiendas de campaña.
Cody había discutido con la caza con Cola Manchada, jefe de la tribu de los lakota, habiendo acordado reunirse con el "gran jefe del otro lado del mar que venía para visitarlos." Cerca de 600 guerreros de distintas tribus sioux, fueron llevados Cola Manchada, Gorro de Guerra, Sombrero Negro, Hoja Roja, Silvidos y Asesino Pawnee, reunidos para saludar al gran duque durante la cacería. Fueron surtidos con diez mil raciones de harina, azúcar, café, y 1000 libras de tabaco - veinticinco vagones en total.
Cola Manchada, vestido con un uniforme que le quedaba grande y un cinturón del ejército al revés, se presentó al gran duque. Luego, el jefe indio extendió su mano, y saludó al gran duque con el habitual "Hau".
Para la diversión de los indios, Alekséi realiza algunos ejercicios de equitación, lanzamiento de lanza, arco y tiro. Luego hubo un simulacro de lucha, mostrando el modo de guerra de los indios, hasta acabar con una danza de guerra. Se observó que el gran duque Alekséi prestó considerable atención a una india soltera bien parecida. Preocupado de que su madre, la emperatriz María Aleksándrovna, podría recibir los informes de sus coqueteos, escribió desde San Luis: "En cuanto a mi éxito con damas americanas, sobre lo que tanto se escribe en los periódicos, puedo decir abiertamente, que esto es completamente absurdo. Se fijaban en mí desde el principio, ya que me verían como un animal salvaje, como un cocodrilo o una inusual bestia".
Sin embargo, una controversia estalló cuando el general Custer, probablemente tras haber bebido demasiado champán, hizo proposiciones deshonestas a una hija de 16 años de Cola Manchada. Alekséi consiguió calmar la situación con regalos de mantas de color rojo y verde, cuchillos de caza con mango de marfil y una bolsa de dólares de plata. Entonces se fumaron la pipa de la paz y Cola Manchada consiguió la oportunidad de demandar el derecho a cazar libremente al sur del río Platte.

### La caza del bisonte
La caza tuvo lugar el día del 22 cumpleaños del gran duque, el 14 de enero de 1872. Para la caza, Alekséi vestía chaqueta y pantalón de tela gris, guarnecido con verde, los botones con el escudo de armas de los Románov. Llevaba las botas fuera de sus pantalones, según la costumbre americana, lo que era inusual para sus anfitriones americanos. Alekséi llevaba un cuchillo de caza ruso, y un revólver americano, que llevaba los escudos de armas de los Estados Unidos y Rusia en el mango, que había recibido como regalo. Montaba el célebre caballo de William Cody, "Buckskin Joe", que había sido entrenado para montar al galope. Tan pronto como se observó una manada de bisontes, a unos dos kilómetros de distancia, Alekséi quería ir a la carga, pero fue detenido por William Cody, y el grupo se trasladó hacia barlovento y poco a poco se acercó al rebaño. A un centenar de metros de los búfalos, el gran duque, que no estaba acostumbrado a disparar mientras el caballo corre, erró el tiro. Cody cabalgó al lado de Alekséi y le entregó su famoso rifle calibre 48, al que llamaba "Lucrecia", y con la que afirmaba haber matado a 4200 búfalos y le aconsejó que no hiciera fuego hasta situarse en el flanco de los búfalos. Cuando Alekséi disparó de nuevo, esta vez derribó a su víctima. Las pieles de los búfalos muertos fueron cuidadosamente retiradas, el gran duque se las llevó a su país como recuerdo de su caza en las llanuras occidentales. De veinte a treinta animales fueron muertos el primer día de caza. La partida volvió temprano al campamento, donde se había servido champán y otras bebidas.
A la mañana siguiente, Cola Manchada le pidió cazar junto a Dos Lanzas, jefe de la tribu sioux de los Nakota, para que pudiera ver la manera india de cazar. Entonces Dos Lanzas demostró su habilidad para matar a este gran animal, con una flecha que traspasó totalmente el cuerpo del búfalo. La flecha se conservó y fue regalada a Alekséi. El gran duque mató a dos búfalos con una pistola, uno de ellos a 100 metros de distancia.
Para celebrar la caza, al regresar a Fort McPherson, el general Sheridan propuso que William Cody tomara las riendas y demostrara a Alekséi el antiguo estilo de montar en las llanuras con los caballos al galope. El gran duque Alekséi estaba satisfecho con su viaje de caza, y cuando llegaron a Fort McPherson, regaló a Cody un abrigo de piel y unos caros gemelos. 

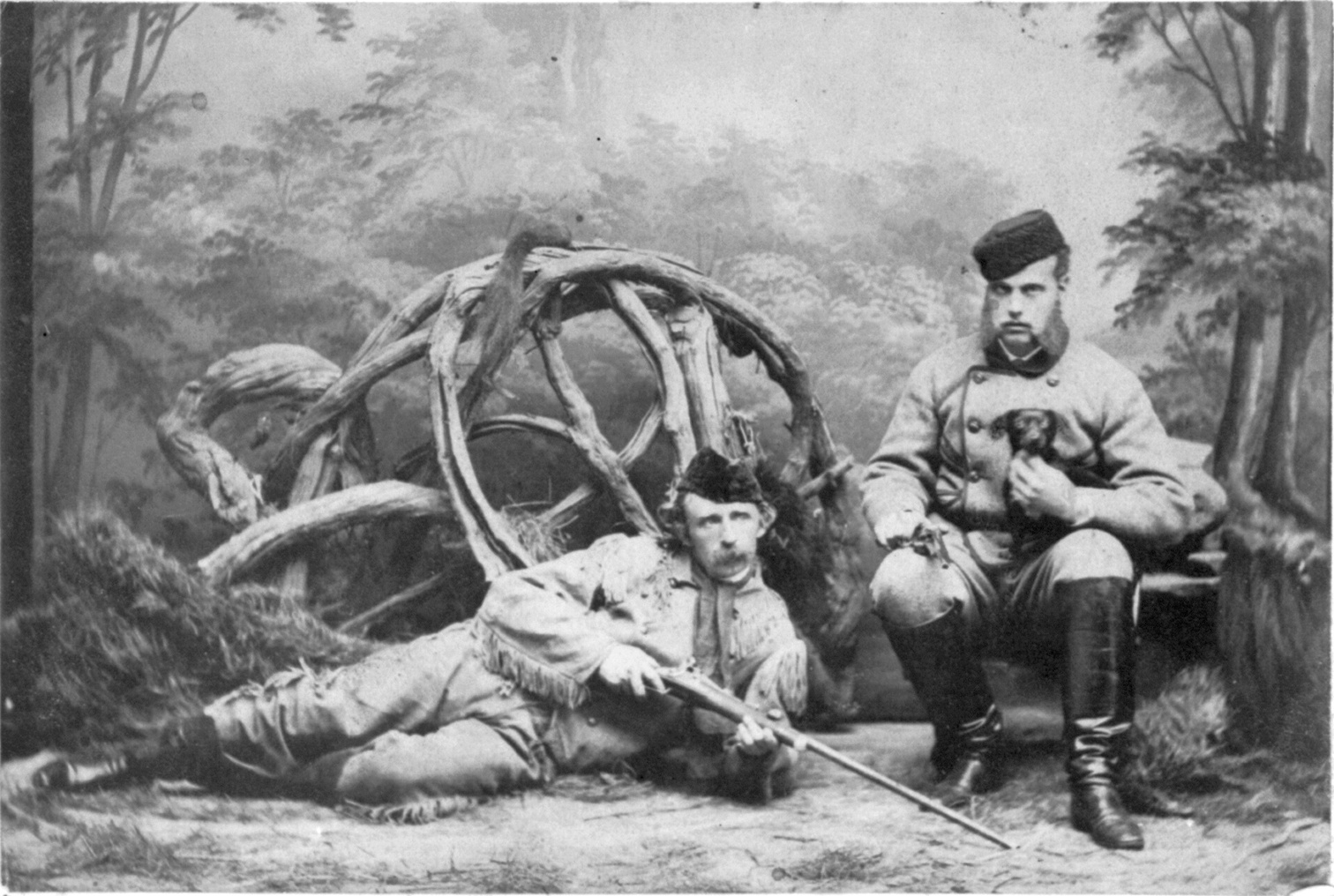
El gran duque Alekséi Aleksándrovich y el general George Armstrong Custer en Topeka, al final de la cacería de bisontes.

Desde allí, el tren siguió a Denver, donde el gran duque llegó el 17 de enero. Aquí asistió a un baile de honor organizado por el Club Pioneer y visitó algunas minas. Alekséi volvió a practicar la caza del búfalo, esta vez cerca de Colorado Springs (Colorado), y emprendió el viaje de regreso a San Luis a través de Kansas. Aunque los caballos estaban acostumbrados a cazar en la zona y correr tras los búfalos, varios cazadores resultaron heridos durante la jornada. Alekséi resultó ileso y logró matar 25 búfalos. Incluso volvió a tirar desde el tren en su camino a través de Topeka hacia el oeste de Kansas, donde se llegó el 22 de enero. Se afirma que, cuando llegó a St. Louis, la parte del suministro de caviar y champaña se habían agotado.
En los Estados Unidos, la caza es recordada como "La Gran Caza Real del Búfalo". A partir del año 2000, en Hayes Center (Nebraska), se organiza cada año la "Cita Gran Duque Alexis" con una recreación de la caza de búfalos.
El gran duque Alekséi recibió como regalo del jefe indio Cola Manchada un penacho y un arco y flechas, que el gran duque llevó de vuelta a San Petersburgo, y que en la actualidad se encuentran en el museo de Tver. En recuerdo de sus aventuras en América, el gran duque organizaba cada año unos entretenimientos especiales. Los actores iban a un poblado de tiendas de campaña en antiguos carruajes tirados por caballos. En el lago había piraguas indias. Hombres con espadas y hachas bailaban con mujeres vestidas con viejas faldas largas.

### Los estados sureños
En San Luis, el gran duque hizo una breve visita a Cincinnati, Ohio el 26 de enero. El 28 de enero salió en tren hacia Louisville, Kentucky, donde visitó las cuevas Mammoth. Continuó su viaje en vapor, llegando el 2 de febrero de 1872 a Memphis (Tennessee) a bordo del Gran República. Después de visitar la ciudad el 8 de febrero a bordo del James Howard y después de una parada en Vicksburg llegó a Nueva Orleans.

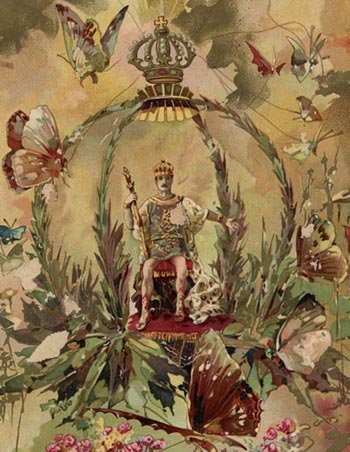
Póster de la parada de Rex de 1872.

### Visita a Nueva Orleans
En Nueva Orleans, el gran duque Alekséi Aleksándrovich asistió a la celebración de Mardi Gras en 1872, donde fue el invitado de honor y presidió el desfile de Rex.
Hay muchas leyendas relacionadas con la visita del gran duque a Nueva Orleans. Aunque se ha afirmado que los dirigentes de empresas locales habían planeado el primer desfile del día en honor del gran duque, esto no es cierto. Nueva Orleans estaba luchando por recuperarse de los efectos de la guerra civil. Al mismo tiempo, muchos líderes de la ciudad vieron la necesidad de poner orden en la caótica calle, en los desfiles del día de Mardi Gras. Se había previsto un desfile a lo largo de toda la ciudad y se aprovechó la oportunidad para sacar provecho de la visita del gran duque. Se formó una nueva carroza de prominentes ciudadanos de la Escuela de Diseño y su gobernante de Rex (la organización que ahora se conoce como la "Organización Rex"). El grupo de jóvenes que fundaron la Organización Rex esperaba no solo entretener al Gran Duque, también querían crear un desfile que resultase atractivo y divertido para los ciudadanos de la ciudad y sus invitados. Eligieron a uno de sus miembros, Lewis J. Salomon, responsable de la organización para recaudar fondos para ser el primer Rex, el Rey del Carnaval. Antes de que pudiera comenzar su reinado, tuvo que pedir prestada una corona, cetro, y traje a Lawrence Barrett, un distinguido actor de Shakespeare que representaba Ricardo III en el Teatro Variedades. El gran duque fue cautivado por la actriz Lotta Crabtree, que tenía uno de los principales papeles en la obra El pequeño detective. Aunque el encuentro fue breve, Alexis le envió un brazalete de diamantes, perlas y ópalos en Memphis, su próxima parada después de Nueva Orleans.
El desfile, al que asistió el gran duque tiene poca semejanza con los actuales desfiles. Sin embargo, muchas tradiciones como la selección de Rex, el Rey del Desfile, el himno de Rex y el desfile de colores se remontan a la visita del gran duque.
La flota rusa zarpó desde Pensacola, Florida, el 22 de febrero de 1872. Se afirma que cientos de libras de carne de búfalo helado fueron cuidadosamente subidas a bordo.

## Viaje de buena voluntad a Japón

### Viaje al Lejano Oriente
En su camino a casa, la escuadra rusa se detuvo en La Habana, Cuba, el 29 de febrero. En ese momento, Cuba era una colonia española que se encontraba en medio de la guerra de los Diez Años, por la que los insurgentes, bajo el mando de Carlos Manuel de Céspedes, trataban de declarar la independencia de la isla. Aunque los combates se localizaban en la parte occidental de la isla, el gobernador Blas Villate, conde de Valmaceda, recibió al gran duque con plenos honores. Durante su estancia en La Habana se organizaron bailes todas las noches. Alekséi también asistió a la ópera Crispino e la Comare y Martha en el Gran Teatro de La Habana, donde el coro cantó el himno nacional ruso al inicio. El gran duque también visitó las obras del Canal de Vento (ahora llamado Acueducto de Albear) para el suministro de agua de la ciudad, asistió a una pelea de gallos en la ciudad de Marianao y a una corrida en la plaza de toros. En los días siguientes también fue al valle del río Yumurí y a la ciudad de Matanzas.
La escuadra rusa se detuvo luego en Río de Janeiro el 3 de junio de 1872. El gran duque recibió al emperador Pedro II de Brasil y a la corte imperial a bordo del Svetlana. El emperador brasileño le concedió la Orden Imperial de Don Pedro I. El gran duque parecía un poco decepcionado, pues había esperado la Imperial Orden de la Rosa, una inferior, porque nunca había visto un objeto más bello. Pedro II le concedió la amabilidad de darle ambas órdenes. Pasó varios días en Brasil, que abandonó el 9 de junio.
En su camino hacia el Lejano Oriente, la escuadra se detuvo en Ciudad del Cabo, Batavia, Singapur, Hong Kong, Cantón y Shanghái.

### Tour por Japón
El 15 de octubre de 1872 la escuadra rusa fondeó en el puerto de Nagasaki, donde fue recibida por el gobernador. El programa del gran duque incluía una cena en su honor, visitas a los alrededores y un torneo de los 60 mejores luchadores de Japón. El 22 de octubre Alekséi y su equipo visitaron Inasa, un pequeño pueblo donde vivía una colonia rusa. La delegación visitó dos hoteles denominado "Kronstadt" y "Moscú", así como el cementerio ruso.
La escuadra partió de Nagasaki el 24 de octubre, para marchar a Kōbe, donde el gran duque fue nuevamente recibido por el gobernador provincial. Los rusos se vieron sorprendidos por los rickshaws, que ellos veían por primera vez. Rickshaws que utilizaron para su viaje a la cascada Nunobeki, en las proximidades de la ciudad. El gran duque Alekséi también asistió a un espectáculo en el teatro local en Kobe.
El 1 de noviembre la escuadra rusa llegó a Yokohama. El gran duque fue recibido por el príncipe Arisugawa Taruhito, el Daijō daijin (Canciller del Reino), que lo escoltó al Castillo Edo. En el castillo, Alekséi se reunió con Soejima Taneomi, jefe de la Gaimusho (Departamento de Asuntos Exteriores), quien hizo los arreglos para el alojamiento y el entretenimiento de la delegación rusa. El 5 de noviembre, el gran duque fue recibido oficialmente por el emperador Meiji.
El emperador Meiji presentó su retrato como un regalo hacia el zar, la primera vez que un retrato del emperador japonés se daba a un extranjero, y pidió a cambio un retrato de Alejandro II. El gran duque Alekséi le prometió enviar la fotografía en el momento en que llegase a San Petersburgo. En cuanto llegó a San Petersburgo envió la fotografía prometida adjuntando una suya, cortesía que el mikado respondió enviando a su vez los retratos de su esposa y su madre.
El 9 de noviembre, Alekséi y el Mikado presidieron un desfile de las fuerzas armadas japonesas, y a su regreso a palacio, se le presentó a la emperatriz Masako. Después de unos días, el Mikado, por invitación del gran duque, fue a Yokohama para ver el escuadrón ruso. Tras la intervención del gran duque, 34 cristianos japoneses fueron indultados y puestos en libertad.
El 26 de noviembre la escuadra rusa zarpó hacia Vladivostok, llegando a la base de la flota rusa del Pacífico el 5 de diciembre, casi un año y medio después de que dejase Kronstadt. Luego regresó a San Petersburgo a través de Siberia.

## Palacio del gran duque Alekséi Aleksándrovich

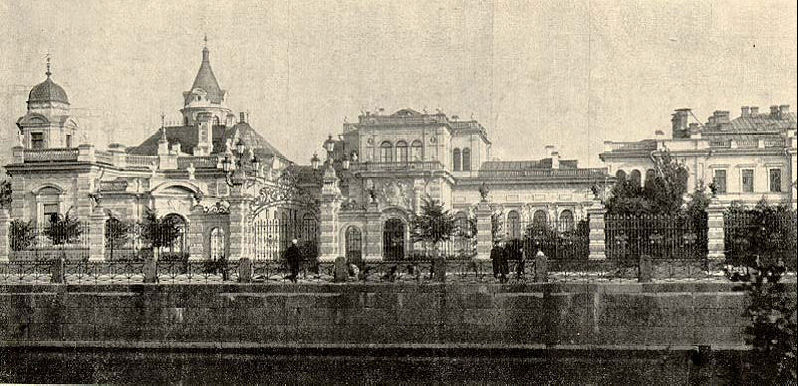
Palacio del gran duque Alekséi Aleksándrovich en San Petersburgo

Después de su regreso de América, el gran duque Alekséi se preocupó por conseguir una residencia. Compró un antiguo edificio de San Petersburgo situado en el 122 de la calle río Moika. El edificio fue completamente rediseñado y reconstruido por el arquitecto Maximilian Messmacher, con una superficie total de 9200 metros cuadrados. Es considerado uno de los ejemplos más interesantes de la arquitectura ecléctica de San Petersburgo. El arquitecto utiliza un estilo diferente para cada fachada. El hierro forjado y el muro de piedra que rodean el palacio y sus jardines son también una característica interesante. La puerta central aún están adornada con el monograma del gran duque, siendo pasado por alto por las autoridades soviéticas. En 1910, parte de los jardines se vendieron para la construcción de una fábrica de caramelos. A pesar de que el palacio fue declarado monumento nacional en 1968, permaneció en mal estado por muchos años. El palacio se restauró para ser reabierto en diciembre de 2008 como Casa de la Música.

## Carrera militar
En 1873, el gran duque Alekséi Aleksándrovich fue nombrado jefe de la Guardia Naval Imperial. También fue nombrado miembro de la sección para la construcción naval y de artillería naval del Comité Técnico de la Marina Rusa. 
Durante la Guerra Ruso-Turca (1877-1878) fue ascendido a comandante de las Fuerzas Navales Rusas en el río Danubio. El 9 de enero de 1878 fue distinguido con la Orden de San Jorge - De Cuarto Grado por su "incansable y exitosa gestión de las fuerzas navales y el equipo el 14 de junio de 1877 para la construcción y el mantenimiento de los puentes de barcas y los caminos en Zimnicea, Pietroşani y Nikopol y para el éxito de estas medidas en la destrucción por las fuerzas enemigas".
En 1880 fue ascendido a general adjunto. En 1882, después de la entronización del zar Alejandro III de Rusia, Alekséi fue nombrado jefe del Departamento Naval, en sustitución del gran duque Constantino Nikoláievich de Rusia. En 1883 también fue nombrado Almirante de la Flota Imperial Rusa. Aunque su control sobre el día a día de los asuntos militares era limitado, Alekséi participaba en la planificación militar y naval. Su influencia sobre el zar le daba una poderosa influencia en la toma de decisiones estratégicas. 
Además de ser el jefe de las flotas de Rusia, el gran duque Alekséi Aleksándrovich también tomó el mando del cuerpo de cadetes navales, el regimiento de guardias de Moscú, el 37.º regimiento de infantería de Ekaterinburgo, el 77.º regimiento de infantería Tenguinski, y el 17.º regimiento de infantería de Siberia Oriental.
Como comandante en jefe de la Armada, la principal preocupación del gran duque era la constante modernización de la flota para lo que tendría en cuenta el rápido progreso tecnológico. Durante su mandato se garantizó una quintuplicación del presupuesto de la Armada. Se puso en marcha la creación de una serie de acorazados que debían sustituir a los antiguos buques de acero. Por lo tanto, era fundamental que se equipase la armada rusa con varios acorazados de distintas clases: 
- La clase Peresviet, inspirada en el acorazado británico HMS Centurion.
- La clase Borodinó, sobre la base de un diseño francés de los astilleros de La Seyne-sur-Mer.
- La clase Petropávlovsk, diseñada en el astillero Galerny, San Petersburgo.
- La clase Navarin, basada en el acorazado británico Trafalgar.

También tuvo mayores elementos de la clase Imperátor Aleksandr II, reconstruido en el astillero francés de La Seyne. Asimismo, se puso en servicio nuevos cruceros (entre los que estaba el crucero Aurora).
La labor del gran duque fue fundamental para la modernización de la armada rusa. Reconstruyó y desarrolló los puertos militares de Sebastopol, Alejandro III en Livada (ahora Liepāja, Letonia) y Port Arthur, aumentó el número de astilleros de la marina y amplió los muelles de Kronstadt, Vladivostok y Sebastopol. Asimismo, reorganizó la marina, redactó las reglas para premiar el servicio de primer y segundo rango de capitanes de barco, reestructuró el cuerpo de ingenieros mecánicos y navales, aumentó el número de oficiales y de tripulación. 
Cuando surgieron las tensiones en el Lejano Oriente, el gran duque Alekséi ordenó la transferencia de nuevos buques a Port Arthur, entre ellos el acorazado Petropavlovsk.
El académico e ingeniero naval ruso, Alekséi Nikoláievich Krylov mostró que, a pesar de estos logros, hubo graves inconvenientes en la actuación del gran duque. No hubo una planificación estratégica y los barcos no se construyeron sobre la base de su papel dentro de la flota y había demasiados barcos de diferentes tipos. Los buques fueron diseñados principalmente por la copia de las armadas extranjeras y, por lo tanto de 6 a 7 años más antiguos que cuando se pusieron en marcha. Sus armaduras y equipo era a menudo insuficiente. 
El gran duque parecía haber sido consciente de algunas de estas deficiencias. Decidió tener más acorazados de un solo tipo y compró en el extranjero para satisfacer las necesidades de la armada rusa. Sin embargo, aunque el gran duque era un admirador de la Marina Británica, los nuevos acorazados fueron concebidos en Francia y tuvieron un diseño deficiente. La nueva clase de acorazados Borodinó tenía cascos tumblehome y eran inestables, con un elevado centro de gravedad. Los inconvenientes demostraron ser fatales para la armada rusa.
En el estallido de la Guerra Ruso-Japonesa en 1904, el Primer Escuadrón Ruso del Pacífico pudo resistir el ataque japonés durante la batalla del Mar Amarillo. Sin embargo, la escuadra fue destruida durante la batalla de Port Arthur, y la flota del Báltico, enviada para reforzarla fue completamente derrotada en la batalla de Tsushima. El 2 de junio de 1905, el gran duque Alekséi Aleksándrovich fue relevado de su mando y jubilado.

## Vida en la corte rusa
Sus críticos dijeron que Alekséi era "rápido con las mujeres y lento con los barcos", refiriéndose a su carácter mujeriego y a la derrota de la armada rusa por los japoneses. Esta afirmación no está justificada, porque, a pesar de sus errores, no se puede dudar de su contribución en la modernización de la Marina Rusa. Lejos de su escritorio Alekséi dedicaba su tiempo a las cosas buenas de la vida. Coleccionaba objetos de plata fina y otras obras de arte que adornarían su palacio. A veces él diseñaba su propia ropa. Siendo un mujeriego, solía pasar sus vacaciones en París o en Biarritz, cada vez en compañía de una dama distinta. 
A fines de 1880 comenzó un célebre romance con la duquesa de Leuchtenberg, esposa morganática de uno de sus primos. Nacida Zinaída Skóbelieva, "Zina" fue una mujer sorprendentemente bella que se había casado con Eugenio de Leuchtenberg en 1870. Alejandro II la hizo condesa de Beauharnais y Alejandro III la elevó a Alteza Serenísima y a duquesa de Leuchtenberg. El gran duque Alekséi Aleksándrovich quedó tan impresionado por ella que dirigió el asunto abiertamente, bajo el techo de su marido y bajo su pleno conocimiento. Eugenio de Leuchtenberg había derrochado la mayor parte de su fortuna, y en los siguientes años, él y Zinaída vivieron de la generosidad de su primo. Incluso después de la muerte de su esposa en 1899, el duque siguió viviendo bajo el techo de Alekséi.
Además de sus deberes militares, el gran duque Alekséi Aleksándrovich también fue presidente de la Comisión Imperial para la Promoción de Ballet. 
En 1904, el gran duque Alekséi Aleksándrovich fue uno de los padrinos del zarévich Alekséi, los demás padrinos fueron la emperatriz viuda María Fiódorovna, el káiser Guillermo II de Alemania, el rey Eduardo VII del Reino Unido, el rey Cristián IX de Dinamarca, el gran duque Luis IV de Hesse-Darmstadt, la emperatriz viuda Victoria de Alemania, la gran duquesa Aleksandra Iósifovna, el gran duque Miguel Nikoláievich, y la gran duquesa Olga Nikoláievna. Además, todos los soldados que sirvieron en el ejército durante la guerra ruso-japonesa fueron declarados padrinos de Alekséi.

## Muerte
Tras el asesinato de su hermano el gran duque Sergio Aleksándrovich de Rusia, en febrero de 1905, y su caída en desgracia ese mismo año, Alekséi Aleksándrovich pasaba la mayor parte de su tiempo en París en una casa que había comprado en 1897. Su casa en la Avenue Gabriel se mantuvo abierta para todos los escritores, pintores, actores y actrices. Siempre estuvo menos interesado en las fuerzas armadas que en el arte y la moda, y desde hacía mucho tiempo se le consideraba un conocedor de la vida social, artística y literaria de París. Su última aparición pública, una semana antes de su muerte, fue en el estreno de un vodevil. Décadas de confort y buen vivir pasaron factura en la salud del gran duque. Murió de neumonía en París el 27 de noviembre de 1908. Se dice que su muerte dejó devastado al zar Nicolás II de Rusia, para el que era su tío favorito. En el 2006, el diario del gran duque Alekséi Aleksándrovich se encontró en la Biblioteca Nacional Rusa junto con los fondos Yusúpov. Escrito en inglés, fue comenzado en 1862 y terminado en 1907. No se ha publicado todavía.

## Ancestros
- Datos: Q315726
- Multimedia: Alexey Alexandrovich of Russia / Q315726